# Lijst van families van salamanders
Onderstaand een lijst van families van salamanders.
Er zijn 9 families van salamanders,  die zijn ingedeeld in drie groepen: de reuzensalamander-achtigen (Cryptobranchoidea), de echte salamanders (Salamandroidea) en de sirene-achtigen (Sirenoidea).
| Familie                                | Nederlandse naam       | Beschrijving | Voorbeeldsoort                                             | Afbeelding voorbeeldsoort |
| -------------------------------------- | ---------------------- | --- | ---------------------------------------------------------- | ------------------------- |
| Onderorde Cryptobranchoidea 2 families |                        | |                                                            |                           |
| Cryptobranchidae Fitzinger, 1826       | Modderduivels          | Met 3 soorten is dit een van de kleinste salamanderfamilies. Twee soorten komen voor in China en Japan, de derde in Noord-Amerika.                                                                                                | Japanse reuzensalamander (Andrias japonicus)               |                           |
| Hynobiidae Cope, 1859                  | Aziatische salamanders | Er zijn 53 soorten die voorkomen in Azië, één soort komt voor tot in Europa. | Hynobius kimurae                                           |                           |
| Onderorde Salamandroidea 6 families    |                        | |                                                            |                           |
| Ambystomatidae Gray, 1850              | Molsalamanders         | De meeste soorten zijn echte landbewoners en hebben een lederachtige huid, enkele soorten zijn neoteen en aan water gebonden. De molsalamanders leven in Noord-Amerika                                                            | Tijgersalamander (Ambystoma tigrinum)                      |                           |
| Amphiumidae Gray, 1825                 | Aalsalamanders         | De 3 soorten komen voor in het zuidoosten van de Verenigde Staten. Ze hebben een paling-achtige verschijning; een glibberige huid en een langgerekt lichaam.                                                                      | Tweetenige aalsalamander (Amphiuma means)                  |                           |
| Plethodontidae Gray, 1850              | Longloze salamanders   | De longloze salamanders is de grootste familie met 384 soorten. Ze ademen met hun keel en door de huid, die daardoor altijd vochtig moet blijven. Ze komen vooral voor in Noord- en Zuid-Amerika, enkele soorten leven in Europa. | Roodrugsalamander (Plethodon cinereus)                     |                           |
| Proteidae Gray, 1825                   | Grotsalamanders        | Van de 6 soorten komt er een voor in Europa, de overige soorten leven in Noord-Amerika. Alle soorten zijn neoteen. | Olm (Proteus anguinus)                                     |                           |
| Rhyacotritonidae Tihen, 1958           | Geen                   | Er zijn 4 soorten die allemaal voorkomen langs de westkust van de Verenigde Staten. | Zuidelijke olympische salamander (Rhyacotriton variegatus) |                           |
| Salamandridae Goldfuss, 1820           | Echte salamanders      | Er zijn 77 soorten die leven in Europa, Azië en noordelijk Afrika. Alle soorten in Nederland en België behoren tot deze groep. | Vuursalamander (Salamandra salamandra)                     |                           |
| Onderorde Sirenoidea 1 familie         |                        | |                                                            |                           |
| Sirenidae Gray, 1825                   | Sirenen                | Er zijn 4 soorten die allemaal kleine voorpootjes hebben, achterpoten ontbreken volledig. Ze leven in het zuiden van de Verenigde Staten en Mexico.                                                                               | Grote sirene (Siren lacertina)                             |                           |